# 非洲拉迪脂鯉
非洲拉迪脂鯉為輻鰭魚綱脂鯉目脂鯉亞目鮭脂鯉科的其中一種，被IUCN列為瀕危保育類動物，為熱帶淡水魚，分布於非洲獅子山Gbangbaia、Sewa河及賴比瑞亞Du河流域，體長可達3.1公分，棲息在底中層水域，生活習性不明，可作為觀賞魚。

## 扩展阅读
維基物種上的相關：非洲拉迪脂鯉